# Cure (filme de 1997)
Cure (キュア, Kyua) é um filme japonês do ano de 1997 de terror psicológico com elementos de  terror e noir escrito e dirigido por Kiyoshi Kurosawa, estrelando Koji Yakusho, Masato Hagiwara, Tsuyoshi Ujiki e Anna Nakagawa. O filme recebeu forte aclamação crítica tanto no Leste quanto Oeste, com críticos elogiando a direção de Kurosawa, os visuais e a atmosfera. Em 2012, o diretor Sul-coreano Bong Joon-ho listou este filme como um dos melhores de todos os tempos.

## Enredo
Kenichi Takabe (Koji Yakusho) é um detetive policial emocionalmente reprimido com uma esposa mentalmente instável. Takabe investiga uma série de assassinatos bizarros. Por mais que cada vítima seja sempre morta do mesmo jeito, com um grande "X" marcado no peito, o acusado sempre muda. Em todos os casos, os assassinos foram pegos próximos à cena do crime, e por mais que eles confessem ter cometido os crimes, eles nunca têm um motivo substancial nem conseguem explicar o que os levou a cometer o assassinato.
Takabe, junto de um psicólogo chamado Sakuma (Tsuyoshi Ujiki), eventualmente chegam à determinação de que um homem é a chave, já que, cada pessoa que entra em contato com ele, comete um assassinato logo depois. O homem, chamado Mamiya (Masato Hagiwara), aparenta ter perda de memória recente severa; ele sempre está confuso em relação a que dia é, aonde está e qual seu nome. Ele diz não lembrar de nada do seu passado. A investigação trava quando Mamiya não consegue mais produzir memórias do seu passado e atrapalha constantemente o interrogatório de Takabe com questões evasivas sobre a vida de Takabe. À medida que Takabe vai perdendo a calma, sua sanidade quase se esgota. A futilidade do caso começa afetar a psique de Takabe enquanto ele se torna mais e mais volátil, explodindo em acessos de raiva e ira de tempos em tempos.
Após Takabe pegar Mamiya, ele procura o apartamento de Mamiya e descobre que ele costumava ser um estudante de psicologia que estudava mesmerismo e hipnose. Takabe percebe que Mamiya não tem problemas de memória, e que ele na verdade, é um mestre da hipnose, capaz de plantar sugestões homicidas na mente de estranhos quando os expondo à sons repetitivos, ou o movimento da água, da chama ou de um esqueiro. Enquanto isso, Sakuma descobre uma fita cassete de um homem misterioso, especula-se ser o criador do mesmerismo, hipnotizando uma mulher fazendo um "X" com os dedos, no ar. Ele amostra a fita à Takabe em sua casa. Após exibir a fita, Sakuma demonstra ter desenhado inconscientemente um X em sua parede e começar a ter alucinações de Takabe o encurralando de forma ameaçadora. Vários dias mais tarde, a polícia encontra o corpo de Sakuma em sua casa, e conclui que ele cometeu suicídio. Enquanto isso, Mamiya está preso e acusado de incitar assassinato.
Mamiya demonstra grande interesse em Takabe, possivelmente porque ele não consegue forçar Takabe a matar. Takabe tem visões de sua esposa (Anna Nakagawa) morta. Mesmo assim, ele continua a estudar Mamiya. Quanto mais ele o estuda, mais ele crê que está perdendo sua sanidade. Ele se torna mais e mais frustrado com o desamparo de sua esposa e até demonstra intenções homicidas em relação a ela. O estranho comportamento de sua esposa e suas dúvidas em relação a própria sanidade fazem com que ele a deixe em um hospital psiquiátrico.
Quando Mamiya foge, matando um policial e um médico no processo, Takabe o segue até um prédio vazio no meio da floresta e o mata. A cena final do filme, na qual amostra uma empregada puxando uma faca, pronta para mata sua supervisora logo após falar com Takabe, sugere que Takabe se tornou o mestre hipnotista, e que agora ele está carregando o bizarro trabalho de Mamiya em si.

## Elenco
- Koji Yakusho - Takabe
- Masato Hagiwara - Mamiya
- Tsuyoshi Ujik - Sakuma
- Anna Nakagawa - Takabe's wife
- Yoriko Dōguchi - Dr. Akiko Miyajima
- Yukijirō Hotaru - Ichiro Kuwano
- Denden - Oida
- Ren Osugi - Fujiwara
- Masahiro Toda - Tōru Hanaoka

## Recepção
Tom Mes do Midnight Eye descreveu o filme como "um filme de terror no sentido mais puro da palavra". Enquanto, A. O. Scott do The New York Times notou que Kiyoshi Kurosawa "transforma o suspense em um veículo para uma crítica social sombria." Scott Tobias do The A.V. Club disse: "Kurosawa, um prolífico estilista do gênero cujo é especialista na área de suspenses discreto e filmes de terror, esquiva-se do material mantendo uma distância sombria, quase clínica dos eventos; desenvolvendo a história em pedaços elípticos."